# Colombia i olympiska sommarspelen 1964
Colombia deltog med 20 deltagare vid de olympiska sommarspelen 1964 i Tokyo. Ingen av landets deltagare erövrade någon medalj.